# 孙光远
孙光远（1900年—1979年5月1日），原名孙鎕，男，浙江省余杭县人，中国数学家，中国近代数学奠基人之一，中国微分几何与数理逻辑研究的先行者。

## 生平
孙光远是浙江省余杭县和睦乡梧桐村（今杭州市余杭区闲林街道万景村）人。1916年考入南京高等师范学校。曾任南京高师数学研究会总干事。1920年南高毕业后留校任助教，同时从事微分几何、数理逻辑研究。1924年和陈雯美结婚。1925年春，入美国芝加哥大学研究生院攻读微分几何，1927年以毕业论文《曲面对的射影微分几何学》获博士学位。
1928年回国，任北京清华大学数学系教授，期间招收中国第一名数学研究生陈省身。回国后，经常在国内外数学杂志发表学术论文，为当时中国国内唯一从事研究的数学家。1933年到国立中央大学数学系任教，曾任数学系主任、理学院院长；1949年中央大学更名为南京大学后，仍任数学系主任、理学院院长。与孙叔平合著的《微积分学》在中国数学发展史上占有重要地位。
1979年5月1日，孙光远在南京逝世，終年79歲。

## 家庭
孙光远有二子。长子孙钟阳为建筑学家。次子孙钟秀为中国计算机软件学的重要先驱，也是孙光远1950年代在南京大学的硕士研究生，中国科学院院士；儿媳叶蓉华为南京大学物理学院教授，亲家叶南薰曾任南京大学数学天文学系、数学系、计算机科学系系主任。